# Федеральное агентство связи
Федеральное агентство связи (Россвязь) — упразднённый федеральный орган исполнительной власти, находившийся в ведении Министерства цифрового развития, связи и массовых коммуникаций Российской Федерации. Осуществлявший функции по оказанию государственных услуг, по управлению государственным имуществом и правоприменительные функции в области связи и информатизации. Создано 9 марта 2004 года на базе Министерства Российской Федерации по связи и информатизации.
Упразднено Указом Президента Российской Федерации от 20.11.2020 г. № 719. Функции переданы Минцифры РФ.

## Основные функции
В число основных направлений деятельности агентства входят:
- обеспечение реализации межгосударственных и федеральных целевых программ в сфере связи и информатизации;
- оказание имеющих общественную значимость услуг в сфере связи и информатизации неопределенному кругу лиц на установленных федеральным законодательством условиях, в том числе:
  - обеспечение в установленном порядке распределения и надлежащего использования радиочастот (радиочастотных каналов) гражданского назначения и ресурса нумерации;
  - подтверждение соответствия в сфере связи и информатизации;
  - организация в установленном порядке функционирования, развития и модернизации федеральной связи и национальной информационно-телекоммуникационной инфраструктуры;
  - организация функционирования сети удостоверяющих центров электронной цифровой подписи;
- издание индивидуальных правовых актов в сфере связи и информатизации на основании и во исполнение Конституции Российской Федерации, федеральных конституционных законов, федеральных законов, актов и поручений Президента Российской Федерации, Правительства Российской Федерации и Министерства связи и массовых коммуникаций Российской Федерации;
- ведение реестров, регистров и кадастров.

Являлся единственным в стране эмитентом почтовых марок и других государственных знаков почтовой оплаты (ГЗПО), которые разрабатываются и печатаются в акционерном обществе «Марка».

## Руководитель агентства
Руководящий пост агентства занимали следующие лица:
- Милованцев Дмитрий Александрович (18 марта 2004 — 9 июля 2004)
- Бескоровайный Андрей Владимирович (июль 2004 / 10 июня 2005 — 20 июня 2007)
- Бугаенко Валерий Николаевич (20 июня 2007 — 28 июня 2011[3])
- Мальянов Сергей Анатольевич (и. о. с 29 июня 2011 по 22 апреля 2012)
- Духовницкий Олег Геннадьевич (с 23 апреля 2012 по 21 января 2021[4])

## Структура агентства
Агентство имеет следующую организационную структуру:
- Аппарат руководителя агентства
- Управление государственных услуг в сфере связи
- Управление развития сетей связи и федеральных программ
- Административно-правовое управление
- Управление финансово-экономической и образовательной деятельности